# Четыре квадрата
«Четыре квадрата» — картина, написанная Казимиром Малевичем в 1915 году. Принадлежит к направлению русской беспредметной живописи, названному Малевичем супрематизмом.

## Описание
Картина чрезвычайно проста по исполнению (как и «Чёрный квадрат», «Чёрное и белое»): изображены два чёрных и два белых квадрата, расположенные в шахматном порядке и объединяющиеся в единый квадрат полотна. Особенность «Четырёх квадратов» в том, что картина может быть продлена в любую сторону до бесконечности, создавая неограниченную шахматную доску.

## История
«Четыре квадрата» написаны в 1915 году и в том же году работа была выставлена на Последней футуристической выставке «0,10» вместе с другими 39 картинами, которыми Малевич возвестил о создании нового направления в живописи — супрематизма. В 1929 году картина была передана в Саратовский художественный музей, где хранится поныне.